# J-Tull Dot Com
Albums de Jethro Tull
In Concert
(1995) Living with the Past
(2002)
J-Tull Dot Com est le vingtième album studio du groupe Jethro Tull, sorti en 1999. Il sort quatre ans après son album de 1995, Roots to Branches, et continue dans la même veine, alliant le hard rock aux influences orientales. C’est le premier album à présenter à la fois Andrew Giddings aux claviers et Jonathan Noyce à la basse, qui resteront avec le groupe jusqu’en 2007, donnant ainsi la plus longue formation ininterrompue de Jethro Tull. C'est le dernier album du groupe à présenter des chansons et musiques originales. À noter la présence au chant de Najma Akhtar sur la pièce-titre, laquelle a accompagné Jimmy Page et Robert Plant en 1994 sur leur album No Quarter: Jimmy Page and Robert Plant Unledded ainsi que sur leur DVD homonyme. 

## Titres
Toutes les chansons sont de Ian Anderson, sauf indication contraire.
1. Spiral – 3:50
2. Dot Com – 4:25
3. AWOL – 5:19
4. Nothing @ All (Ian Anderson/Andrew Giddings) – 0:56
5. Wicked Windows" – 4:40
6. Hunt by Numbers – 4:00
7. Hot Mango Flush (Anderson/Martin Barre) – 3:49
8. El Niño – 4:40
9. Black Mamba – 5:00
10. Mango Surprise – 1:44
11. Bends Like a Willow – 4:53
12. Far Alaska – 4:06
13. The Dog-Ear Years – 3:34
14. A Gift of Roses – 3:54

## Musiciens
- Ian Anderson : chant, flûte, guitare acoustique, bouzouki
- Martin Barre : guitares acoustique et électrique
- Jonathan Noyce : basse
- Andrew Giddings : orgue Hammond, piano, synthétiseur, accordéon, clavecin sur Nothing @ All et Wicked Windows
- Doane Perry : batterie, percussions

### Invitée
- Najma Akhtar : chœurs sur Dot Com